# Wachtschip

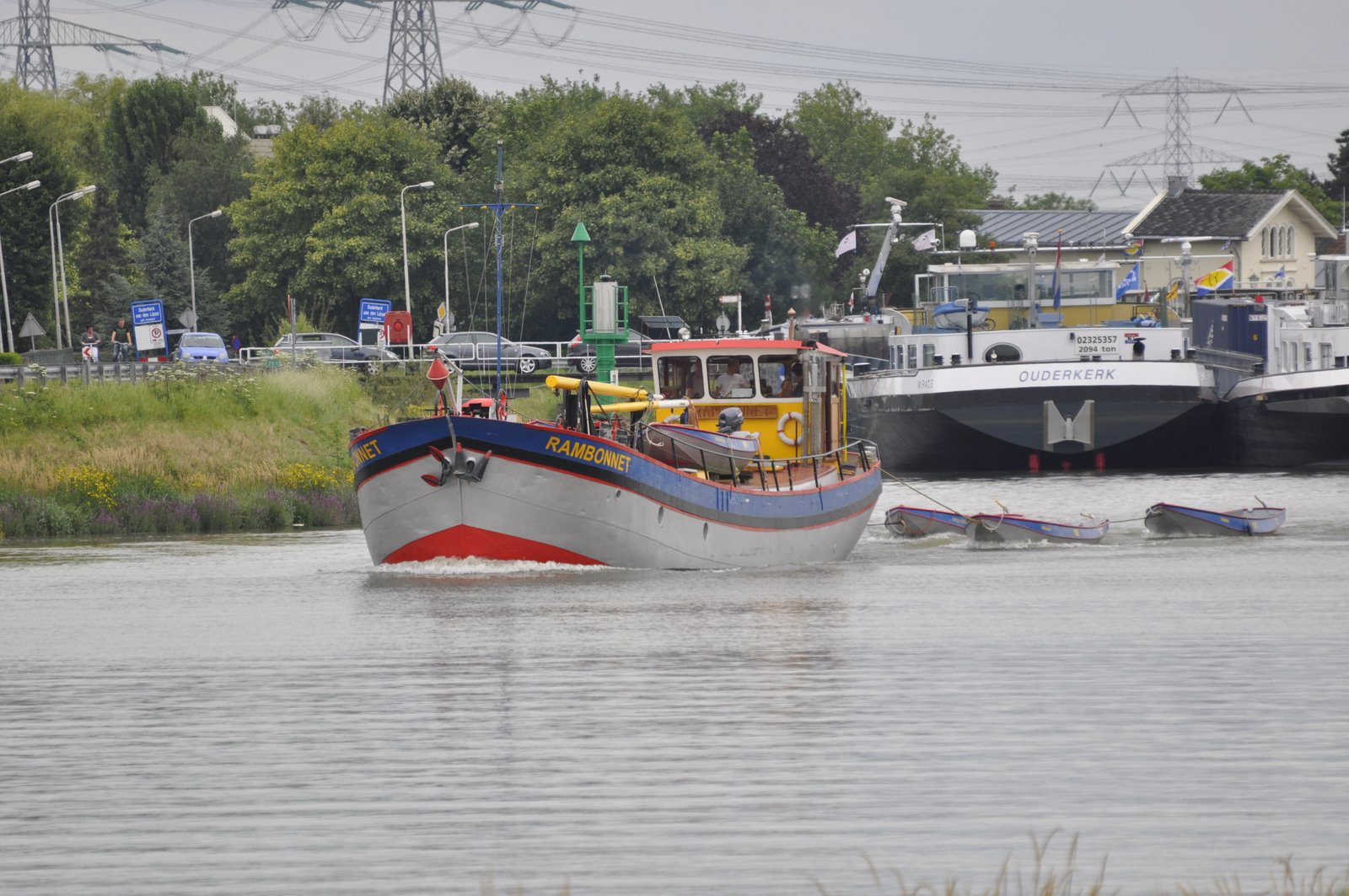
De Rambonnet, het eerste wachtschip van Scouting Nederland

Een wachtschip – een schip van de wacht – is in de klassieke betekenis een drijvende kazerne in een marinehaven, voornamelijk voor de huisvesting van (licht)matrozen en mariniers. Werd met een wachtschip gevaren, dan werd het voornamelijk gebruikt om te voorkomen dat ongewenste indringers zich in de buurt ophielden. Wachtschepen werden ook ingezet ter bewaking van de goede (commerciële) orde in de koloniën.
In de huidige tijd betekent wachtschip meestal clubhuis te water voor een waterscouting-groep. Een schip, dat niet alleen voor groepsactiviteiten kan worden gebruikt, maar waarmee meestal ook gevaren kan worden. Als vervoer- en transportmiddel van, naar en tijdens kampen en als moederschip voor de vloot. Binnen Scouting Nederland zijn meer dan 50 wachtschepen langer dan 15 meter in gebruik. Niet alle waterscoutinggroepen kunnen zich zo'n wachtschip veroorloven, maar vaak hebben ze wel een sleper. In België en Nederland is een wachtschip meestal een oud binnenschip, maar het kan ook een oud passagiersschip zijn of een voormalige veerpont, zoals de Fram of de Boekanier. Het eerste wachtschip van Scouting in Nederland is de Rambonnet.

## Gebruik
Vanaf een wachtschip kunnen activiteiten ontplooid worden in de watersport. Scouts beginnen met het leren zelfstandig te wrikken, roeien en zeilen, meestal met lelievletten. Daarnaast hebben ze de mogelijkheid met een groot schip te leren varen. Een wachtschip is verder vaak een voortdurende bron van werk voor een loodsenstam.

## Veiligheid
Een wachtschip is een kostbaar bezit, zowel in geld als in tijd. Het vraagt veel extra aandacht, omdat het niet vanzelfsprekend is dat ermee gevaren kan worden. Het schip moet technisch in orde zijn en de bemanning moet over de vereiste papieren beschikken. Veiligheid is een eerste vereiste. Naast de wettelijke regels die voor schepen groter dan 20 meter gelden, stelt Scouting Nederland aanvullende eisen voor wachtschepen. Om met zo'n schip te mogen varen moet het gekeurd zijn door keurmeesters uit de Technische commissie van Scouting Nederland. Die keuren een schip volgens bepaalde standaards.
Voor Nederlands vaarwater moet een gezagvoerder over een vaarbewijs beschikken. Voor een schip met een lengte van vijftien tot vijfentwintig meter dat niet bedrijfsmatig gebruikt wordt is een klein vaarbewijs voldoende. Voor dit vaarbewijs hoeft geen praktijkproef te worden gedaan. Bij schepen van ten minste 20 meter en minder dan 40 meter, met uitzondering van pleziervaartuigen met een lengte van minder dan 25 meter, is het voldoende dat de gezagvoerder in het bezit is van een beperkt groot vaarbewijs.  Als je als recreatievaarder met een schip wil varen groter dan 25 meter, maar kleiner dan 40 meter, is er ook het 'Groot pleziervaartbewijs'. De kennis en de bekwaamheid om het schip te voeren moet daarbij worden aangetoond op een theoretisch examen waarnaast een praktijkproef moet worden gedaan. Als er met een schip wordt gevaren dient altijd een tweede persoon aanwezig te zijn, die in het bezit is van het (interne) certificaat Motordrijver.
In België dient iedere bestuurder van een schip langer dan 15 meter in het bezit te zijn van een stuurbrevet. Daarvoor dient een theoretisch examen te worden gedaan en dient een attest van minimaal 12 uur praktijkervaring te worden voorgelegd.

## Nederlandse scoutingwachtschepen van 20 meter of langer
| Huidige naam schip   | Groep                         | Plaats             | Statische en actuele scheepsinformatie                           | afbeelding |
| -------------------- | ----------------------------- | ------------------ | ---------------------------------------------------------------- | ---------- |
| Adventure            | Caspar di Robles              | Harlingen          | Statische en actuele scheepsinformatie op www.marinetraffic.com. |            |
| Alewijn de Groot     | Scouting BvH                  | Schiedam           | Statische en actuele scheepsinformatie op www.marinetraffic.com. |            |
| Avontuur             | Maasgroep 18                  | Rotterdam          | Statische en actuele scheepsinformatie op www.marinetraffic.com. |            |
| Bornrif              | Jan Willem Friso              | Krimpen a/d IJssel | Statische en actuele scheepsinformatie op www.marinetraffic.com. |            |
| Clasina              | President Steyngroep          | Deventer           |                                                                  |            |
| Corbulo              | Nautilus                      | Delft              | Statische en actuele scheepsinformatie op www.marinetraffic.com. |            |
| Cornelia             | De Geuzen                     | Vlaardingen        | Statische en actuele scheepsinformatie op www.marinetraffic.com. |            |
| Corrie               | Vita Nova                     | Schagen            | Statische en actuele scheepsinformatie op www.marinetraffic.com. |            |
| d'Artagnan           | Tiflo                         | Aalsmeer           |                                                                  |            |
| De Batavier          | ZV de Batavieren              | Nijmegen           | Statische en actuele scheepsinformatie op www.marinetraffic.com. |            |
| De Cirkel            | Beatrix                       | Roermond           | Statische en actuele scheepsinformatie op www.marinetraffic.com. |            |
| De Goede Verwachting | De Ruyter                     | Velsen             | Statische en actuele scheepsinformatie op www.marinetraffic.com. |            |
| De Hoop              | De Argonauten                 | Rotterdam          | Statische en actuele scheepsinformatie op www.marinetraffic.com. |            |
| De Steur             | Mafeking                      | Geertruidenberg    | Statische en actuele scheepsinformatie op www.marinetraffic.com. |            |
| De Uitkomst          | Stella Maris                  | Eindhoven          | Statische en actuele scheepsinformatie op www.marinetraffic.com. |            |
| De Vertrouwen        | De Oude Tip                   | Maasbracht         | Statische en actuele scheepsinformatie op www.marinetraffic.com. |            |
| Drakar               | De Vikings                    | Zwijndrecht        | Statische en actuele scheepsinformatie op www.marinetraffic.com. |            |
| Energie              | Nautilus                      | Delft              | Statische en actuele scheepsinformatie op www.marinetraffic.com. |            |
| Fram                 | Fridtjof Nansen               | Barendrecht        | Statische en actuele scheepsinformatie op www.marinetraffic.com. |            |
| Hendrika             | Matthijs Heldt                | Zevenbergen        | Statische en actuele scheepsinformatie op www.marinetraffic.com. |            |
| Hydra                |                               | Tull En 't Waal    | Statische en actuele scheepsinformatie op www.marinetraffic.com. |            |
| IJzeren Kraak        | Willem de Zwijger             | Dordrecht          | Statische en actuele scheepsinformatie op www.marinetraffic.com. |            |
| Imperator            | Terwindtvaarders              | Heel               | Statische en actuele scheepsinformatie op www.marinetraffic.com. |            |
| Jacoba II            | Chauken                       | Groningen          | Statische en actuele scheepsinformatie op www.marinetraffic.com. |            |
| Jadi                 | Scouting Uitgeest             | Uitgeest           |                                                                  |            |
| Jan van Gent         | Jan van Gent                  | Maastricht         |                                                                  |            |
| Koophandel           | Marco Polo                    | Haarlem            | Statische en actuele scheepsinformatie op www.marinetraffic.com. |            |
| L'Avenir             | Watergeuzen                   | Zaandam            | Statische en actuele scheepsinformatie op www.marinetraffic.com. |            |
| Makke Beer III       | Zeeverkennersgroep Sint Joris | 's-Hertogenbosch   | Statische en actuele scheepsinformatie op www.marinetraffic.com. |            |
| Mercury              | Mercury                       | Enkhuizen          | Statische en actuele scheepsinformatie op www.marinetraffic.com. |            |
| Naaldwijk PW 809     | Prins Willem                  | Haarlem            | Statische en actuele scheepsinformatie op www.marinetraffic.com. |            |
| Nieuw Hoorn          | J.P. Coen                     | Utrecht            | Statische en actuele scheepsinformatie op www.marinetraffic.com. |            |
| Nieuwe Zorg          | Prins Bernhardgroep           | Vreeswijk          | Statische en actuele scheepsinformatie op www.marinetraffic.com. |            |
| Norvicus             | Norvicus                      | Noordwijk          | Statische en actuele scheepsinformatie op www.marinetraffic.com. |            |
| Odysseus             | Calandtroep                   | Rotterdam          | Statische en actuele scheepsinformatie op www.marinetraffic.com. |            |
| Olympus              | Admiralengroep                | Uithoorn           | Statische en actuele scheepsinformatie op www.marinetraffic.com. |            |
| Paap                 | Fivelgroep                    | Delfzijl           | Statische en actuele scheepsinformatie op www.marinetraffic.com. |            |
| Poseidon             | Jutters Willemsoord           | Den Helder         | Statische en actuele scheepsinformatie op www.marinetraffic.com. |            |
| Rambonnet            | Tasmania                      | Brielle            | Statische en actuele scheepsinformatie op www.marinetraffic.com. |            |
| Res Nova             | Marco Polo                    | Alkmaar            | Statische en actuele scheepsinformatie op www.marinetraffic.com. |            |
| Risico               | Andreas Zijlmans Groep        | Waalwijk           | Statische en actuele scheepsinformatie op www.marinetraffic.com. |            |
| Rival                | Musinga-Rijn                  | Wageningen         | Statische en actuele scheepsinformatie op www.marinetraffic.com. |            |
| Rola                 | Het Zuiderkruis               | Oosterhout         | Statische en actuele scheepsinformatie op www.marinetraffic.com. |            |
| M/S Slangenkuil      | JCJ van Speijk                | Rotterdam          | Statische en actuele scheepsinformatie op www.marinetraffic.com. |            |
| Stelmar II           | Stella Maris                  | Rotterdam          | Statische en actuele scheepsinformatie op www.marinetraffic.com. |            |
| Stormvogel           | Baron van Pallandt            | Scheveningen       | Statische en actuele scheepsinformatie op www.marinetraffic.com. |            |
| Tsjerk Hiddes        | Titus Brandsma                | Breda              | Statische en actuele scheepsinformatie op www.marinetraffic.com. |            |
| Van Bochove          | Suanablake                    | Korendijk          | Statische en actuele scheepsinformatie op www.marinetraffic.com. |            |
| Vertrouwen           | Kon-Tiki                      | Haarlem            | Statische en actuele scheepsinformatie op www.marinetraffic.com. |            |
| Veruna               | Dr. A.F. Philips              | Eindhoven          | Statische en actuele scheepsinformatie op www.marinetraffic.com. |            |
| Volharding           | Driestromengroep              | Numansdorp         | Statische en actuele scheepsinformatie op www.marinetraffic.com. |            |
| Volharding           | Nautilus                      | Zutphen            | Statische en actuele scheepsinformatie op www.marinetraffic.com. |            |
| Wildevaer II         | Canisius                      | Nijmegen           | Statische en actuele scheepsinformatie op www.marinetraffic.com. |            |
| Winthont             | Willem Barendsz               | Alphen a/d Rijn    | Statische en actuele scheepsinformatie op www.marinetraffic.com. |            |
| Zuid-Holland         | De Hollandse Nachtegalen      | Alphen a/d Rijn    | Statische en actuele scheepsinformatie op www.marinetraffic.com. |            |

## Voormalig wachtschip van 20 meter of langer
| Naam schip als wachtschip | Groep        | Plaats    | afbeelding |
| ------------------------- | ------------ | --------- | ---------- |
| Boekanier                 | Oranje-Blauw | Rotterdam |            |
| De Tijd zal 't Leren      | Lischgroep   | Rotterdam |            |